# Глікація
Глікація (неферментне глікозилювання) — це ковалентне приєднання цукру до молекули білка, ліпіду або нуклеїнової кислоти. Типовими цукрами, які беруть участь у глікації, є глюкоза, фруктоза та їх похідні. Глікація є неферментним процесом, відповідальним за багато ускладнень при цукровому діабеті (наприклад, мікро- та макросудинних) та бере участь у деяких захворюваннях і старінні. Вважається, що кінцеві продукти глікації відіграють причинну роль у судинних ускладненнях цукрового діабету.
На відміну від глікації, глікозилювання є ферменто-опосередкованим АТФ-залежним приєднанням цукрів до білка або ліпіду. Глікозилювання відбувається в певних місцях молекули-мішені. Це поширена форма посттрансляційної модифікації білків яка необхідна для функціонування його зрілої форми.

## Біохімія

Шлях глікації через перегрупування Амадорі (у HbA1c R зазвичай є N-кінцевим валіном)

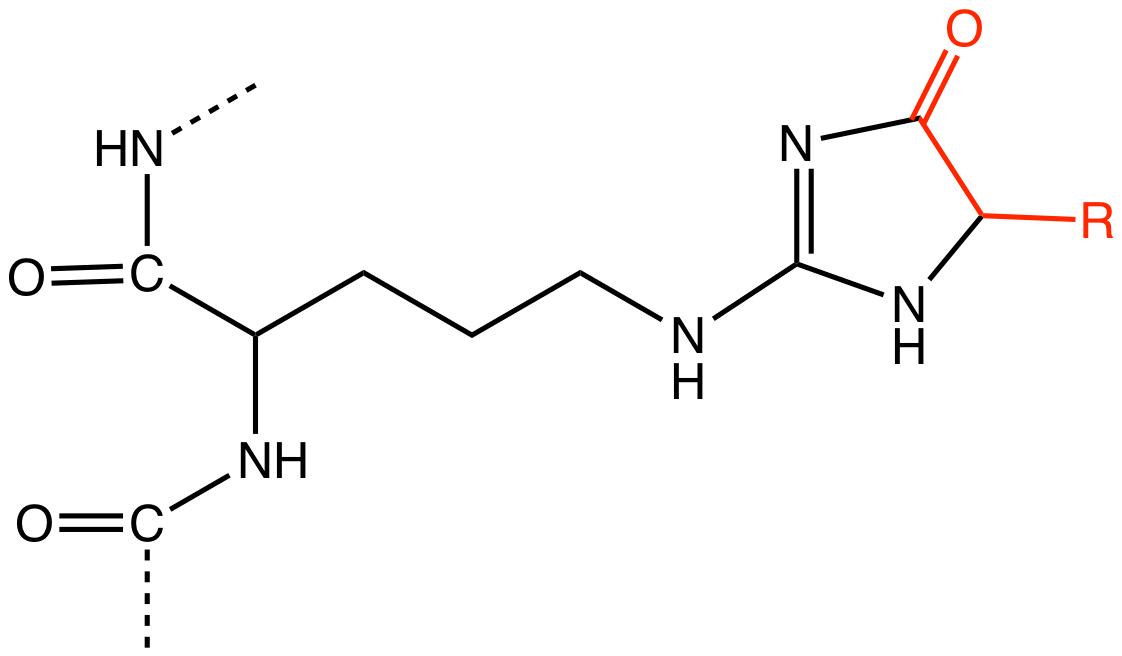
Імідазолони (R = CH _{2} CH(OH)CH(OH)CH_{2}OH) є типовими продуктами глікації. Вони виникають шляхом конденсації 3-дезоксиглюкозону з гуанідиновою групою залишку аргініну.

Глікація відбувається головним чином у кровотоці з невеликою часткою абсорбованих простих цукрів: глюкози, фруктози та галактози. Схоже, що фруктоза має приблизно в десять разів більшу глікаційну активність, ніж глюкоза. Глікація може відбуватися через реакції Амадорі, реакції основи Шиффа та реакції Майяра; які призводять до появи стабільних кінцевих продуктів глікації (AGE).

## Біомедичне значення
Еритроцити мають сталий термін служби 120 днів і доступні для вимірювання глікованого гемоглобіну. Вимірювання HbA1c — переважної форми глікованого гемоглобіну — дає змогу контролювати рівень цукру в крові в середньому за період діабету.
Деякі продукти глікації беруть участь у багатьох вікових хронічних захворюваннях, включаючи серцево-судинні захворювання (при чому пошкоджуються ендотелій, фібриноген і колаген) і хворобу Альцгеймера (амілоїдні білки є побічними продуктами реакцій, що прогресують до AGE).
Довгоживучі клітини (такі як нерви та різні типи клітин мозку), довгоіснуючі білки (такі як кристаліни кришталика та рогівки) і ДНК з часом можуть зазнавати значного глікування. Пошкодження в результаті глікації призводить до жосткішання колагену в стінках кровоносних судин, що призводить до високого кров'яного тиску, особливо при діабеті. Глікація також спричиняє ослаблення колагену в стінках кровоносних судин, що може призвести до появи мікро- або макроаневризм і спричинити інсульт головного мозку.

## Глікація ДНК
Термін "глікація ДНК" стосується пошкодження ДНК, спричиненого реакційноздатними карбонілами (головним чином метилгліоксалем і гліоксалем), які присутні в клітинах як побічні продукти метаболізму цукру.  Глікація ДНК може викликати мутації, розриви ДНК і цитотоксичність. Основою ДНК, найбільш вразливою до глікації є гуанін. Глікація ДНК виявляється так же часто, як і більш добре вивчене окисне пошкодження ДНК. Білок, позначений DJ-1 (також відомий як PARK7), використовується для відновлення глікованих основ ДНК у людей, гомологи цього білка також були ідентифіковані в бактеріях.

## Дивіться також
- Стабільний кінцевий продукт глікації
- Алагебрій
- Фруктоза
- Галактоза
- Глюкоза
- Глікозилювання
- Глікований гемоглобін
- Список процесів старіння

## Додаткове читання
- Ahmed N, Furth AJ (July 1992). Failure of common glycation assays to detect glycation by fructose. Clin. Chem. 38 (7): 1301—3. doi:10.1093/clinchem/38.7.1301. PMID 1623595.
- Vlassara H (June 2005). Advanced glycation in health and disease: role of the modern environment. Annals of the New York Academy of Sciences. 1043 (1): 452—60. Bibcode:2005NYASA1043..452V. doi:10.1196/annals.1333.051. PMID 16037266.